# Tərlan Kərimov
Tərlan Kərimov nebo též Tarlan Karimov [Terlan Kerimov] (* 14. září 1986 Sumqayıt Sovětský svaz) je reprezentant Ázerbájdžánu v sambu a judu.

## Sportovní kariéra
Kərimov začínal kariéru jako sambista. Po mezinárodních úspěších v tomto sportu se rozhodl od roku 2009 zkusit štěstí v judu a dostat se na olympiádu. Členem reprezentace se stal v roce 2010, protože byl schopný akceptovat změněná pravidla.
Kvalifikoval se bez větších problémů na olympijské hry v Londýně v roce 2012. V prvním kole měl za soupeře nasazenou jedničku, Inguše reprezentující Rusko, Musu Moguškova. První polovina byla čistě v jeho režii. Subtilnější Moguškov ho v soubojích nedokázal přetlačit a ve druhé minutě se tak nečekaně ujal vedení na juko. Druhá polovina hrací doby byla už v režii Moguškova, který změnil způsob boje a několikrát nebezpečně zahrozil uči-matou. Minutu před koncem bylo vyrovnáno po Moguškově strhu sumi-gaeši a za dalších několik sekund bylo srovnáno i na napomenutí (šida) potom, co za cenu faulu ustál Moguškovu parádu morote seoi-nage. Prodloužení opět převzal otěže zápasu on a po minutě boje kontroval Moguškova po jeho nepovedeném nástupu do uči-maty technikou uči-mata-gaeši na juko. Zápas druhého kola proti Egypťanu Awadovi měl s judem jen málo společného. Nakonec zvítězil na body a ve čtvrtfinále se utkal se Španělem Uriartem. Zápas měl spád, ale byl celý v režii šikovného Španěla. Po minutě boje se Uriarte ujal vedení na juko po seoi-nage. Veškerá jeho další snaha o vyrovnání, například krásný přehoz, za který by se nemusel stydět žádný volnostylař, končila Španělovým kontrem. Recept na Španěla nakonec nenašel a spadnul do oprav. V opravách se utkal s Polákem Paweł Zagrodnik a od úvodu prohrával po Polákově morote seoi-nage na wazari. Tento stav vydržel až do konce a obsadil tak 7. místo.
Na sezonu 2013 nebyl v nejlepší formě a mistrovských turnajů se neúčastnil mimo univerziády v Kazani.

## Výsledky
| Turnaj             | 2010 | 2011 | 2012 | 2013 |
| ------------------ | ---- | ---- | ---- | ---- |
| Olympijské hry     | -    | -    | 7.   | -    |
| Mistrovství světa  | úč.  | úč.  | -    | dns  |
| Mistrovství Evropy | úč.  | 2.   | úč.  | dns  |